# Еспоо
Ѐспоо (на фински: Espoo; на шведски: Esbo, Ѐсбу) е вторият по големина град и община във Финландия, провинция Южна Финландия, област Уусимаа.
Разположен е в непосредствена близост до Хелзинки, на брега на Финския залив. Има население 305 179 души към 31 декември 2022 г.

## Култура
От Еспоо е финландската метъл група „Чилдрън ъф Бодъм“, както и Norther.

## Спорт
Представителният футболен отбор на града се казва „Хонка“. Дългогодишен участник е във финландската Вейкауслига.

## Личности
Родени
- Кими Райконен (р. 1979), автомобилен състезател, пилот от Формула 1;
- Йени Далман (р. 1981), финландски модел;
- Джей Джей Лехто (р. 1966), автомобилен състезател, пилот от Формула 1;
- Алекси Лайхо (р. 1979), вокалист и китарист на спийд/мелодик дет метъл групата „Чилдрън ъф Будом“;
- Томи Путансу (p.	1974), вокалист в хардрок групата „Лорди“;
- Туомас Планман (р. 1980), музикант във финландската мелодик дет метъл група „Norther“, свири на клавири.

Починали
- Лео Аарио (1906 – 1998), виден финландски географ и геолог.

## Побратимени градове
- Сочи, Русия